# Hadrianuspriset
Hadrianuspriset (Hadrian Award) är ett kulturpris, som delas ut av den internationella organisationen World Monuments Fund i New York till personer som haft betydelse för att bevara världsunik konst och arkitektur. 

## Pristagare
- 1988: Carlo De Benedetti (född 1934), italiensk företagsledare
- 1989: Paul Mellon (1907–1999), amerikansk hästuppfödare
- 1990: Prins Charles (född 1958), brittisk prins
- 1991: Brooke Astor (1902–2007), amerikansk arvtagerska
- 1992: Marella Caracciolo di Castagneto och Gianni Agnelli (1921–2003), italiensk företagsledare
- 1993: Dominique de Menil (1908–1997), fransk-amerikansk konstsamlare
- 1994: David Rockefeller (1915–2017), amerikansk finansman
- 1995: Jacob Rothschild, brittisk finansman
- 1996: Aga Khan IV, brittisk religiös ledare för ismailiterna
- 1997: Phyllis Lambert (född 1927), kanadensisk arkitekt
- 1998: Richard Jenrette (1929–2018), amerikansk företagare
- 1999: Bröderna Tim, John och Simon Sainsbury, brittiska affärsmän
- 2000: Harvey Golub, amerikansk affärsman
- 2001: James Wolfensohn, australisk chef för Världsbanken
- 2002: Hélène och Michel David-Weill (född 1932), amerikansk finansman
- 2003: Eugene V. Thaw (1927–2018), amerikansk konsthandlare
- 2004: Carlos Slim(född 1940), mexikansk företagsledare
- 2005: John Julius Norwich, brittisk historiker
- 2006: Gaj Singh (född 1948), indisk politiker
- 2007: Rahmi Koç, Semahat Arsel, Suna Kiraç, och familjen Koç
- 2008: Houghton, Doreen, och Graeme Freeman, amerikanska arvtagare, samt Freeman Foundation
- 2009: David Rockefeller Junior (född 1948), amerikansk arvtagare
- 2010: Ratan Tata (född 1937), indisk företagsledsre, och familjen Tata
- 2011: Ronald (född 1944), amerikansk affärsman, och Jo Carole Lauder
- 2012: Kenneth Chenault, amerikansk företagsledare
- 2013: Roberto Hernández Ramírez (född 1942), mexikansk affärsman
- 2014: Ellsworth Kelly (1923–2015), amerikansk konstnär och Mica Ertegün, rumänsk-amerikansk formgivare
- 2015: Sofia av Grekland och Mai bint Mohammed Al Khalifa, politiker från Bahrein
- 2016:  Thomas Maier (född 1954), tysk ekonom, och Stavros Niarchos Foundation
- 2017: Frank Stella (född 1936), amerikansk skulptör, och Deborah Lehr, amerikansk aktivist beträffande bevarande av arkeologiska artefakter
- 2018: Amyn Aga Khan, arvtagare Aga Kahn-familjen och Eusebio Leal (född 1942), kubansk historiker